# Xumingsi
Xumingsi (kinesiska: 许明寺)  är en köping i sydvästra Kina. Den ligger i Fengdu härad i storstadsområdet Chongqing,  omkring 120 kilometer nordost om det centrala stadsdistriktet Yuzhong. Antalet invånare är 11 429. Befolkningen består av 5 591 kvinnor och 5 838 män. Barn under 15 år utgör 25,0 %, vuxna 15-64 år 57 %, och äldre över 65 år 17,0 %.